# Civilização cicládica
Civilização cicládica (também conhecida como cultura cicládica) é uma cultura da Idade do Bronze do mar Egeu que abrange nominalmente de aproximadamente 3000 - 2 000 a.C., embora tenha subexistido até 1 100 a.C.. Foi proposta pelo arqueólogo Christos Tsountas no final do século XIX, após as diversas descobertas nas ilhas Cíclades. Durante parte de sua história influenciou a florescente Civilização Minoica como evidenciado pelas fontes arqueológicas (estatuetas importadas das Cíclades e imitações autóctones), assim como o continente: no cemitério de Agio Cosmas, na Ática, foram encontrados túmulos contendo objetos cicládicos o que pode indicar uma colônia cicládica ou uma irradiação de sua influência. Em 2 000 a.C., as ilhas Cíclades caíram sob a égide da Civilização Minoica; a partir de  1 400 a.C. os micênicos controlaram a região.
Desenvolveu-se graças aos benefícios trazidos pela localização das ilhas Cíclades, pois além de serem próximas ao continente, haviam se tornado um importante cais natural. Aparentemente foi uma grande importadora e exportadora de bens, como evidenciado pelo grande número de vasos do continente e de Creta encontrados nas ilhas durante as escavações. Além disso, a maior parte dos assentamentos do período eram localizados no leste do mar mediterrâneo. Outro fator que impulsionou o desenvolvimento da civilização cicládica foi a pequena disponibilidade de terras férteis: com abundância em recursos minerais (ferro, cobre, chumbo, prata, ouro, mármore, obsidiana e esmeril) e o crescente desenvolvimento da metalurgia no mediterrâneo durante o período, os ilhéus das Cíclades lançaram-se avidamente no comércio do Egeu (Anatólia, Continente grego, Creta e ilhas), fazendo das Cíclades uma rota comercial de grande prestígio.

## Cronologia

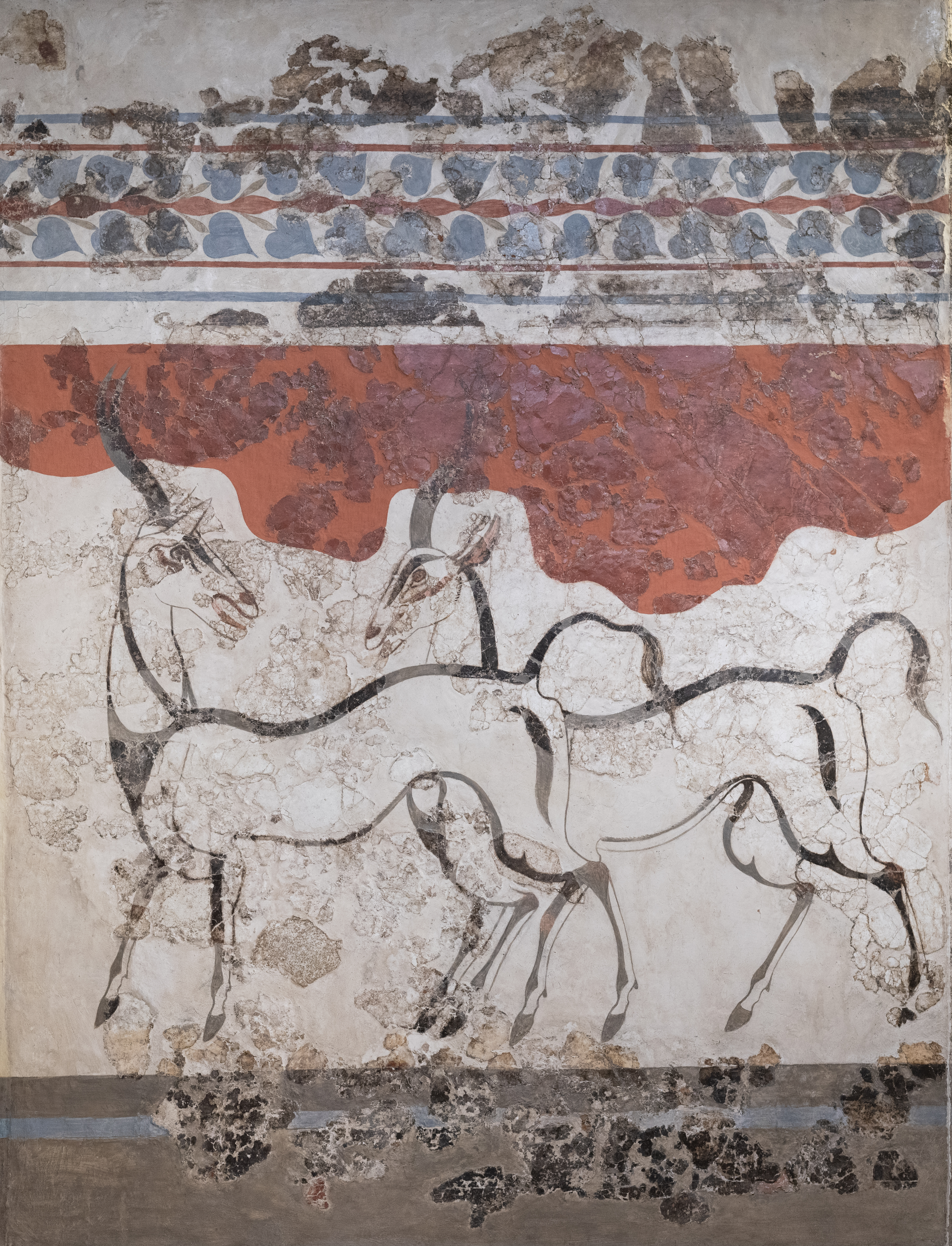
Afresco dos antílopes em Acrotíri

Evidencias em Milos indicam presença humana desde pelo menos o milênio XI a.C. para a extração de obsidiana da ilha, no entanto, as Cíclades possuem assentamentos humanos permanentes desde aproximadamente o milênio V a.C.. Ruínas do neolítico recente foram datadas em todas as ilhas, especialmente em Saliagos, Kea e na caverna Zas; seus habitantes viviam em comunidades independentes que praticavam agricultura (cevada, trigo, lentinhas e feijão) e pecuária (ovinos, caprinos, suínos e bovinos) de pequeno porte e pesca (atum e moluscos). Confeccionavam ferramentas em osso, obsidiana, sílex e cobre (no final do período), cestas, vasos (era similar a de Creta e do continente, no entanto, possuía, segundo Sinclair Hood: "Uma forma distintiva é uma bacia em um pé alto comparável com um tipo que ocorre no Neolítico Recente no continente") e ídolos de mármore, cerâmica e artigos pessoais em ouro, prata, cobre e obsidiana; uma faixa de ouro perfurada identificada na caverna Zas comprova a participação dos ilhéus das Cíclades nas rotas comerciais do Egeu. Os assentamentos do período eram murados e compreendidos por pequenos edifícios retangulares; em Kephala foi identificado o mais antigo cemitério localizado fora de cavernas no Egeu.
A Civilização cicládica pode ser dividida (paralelamente as divisões propostas para o continente heládico e a Creta minoica) em três períodos, que, por sua vez, são divididos em outros subperíodos. Na Idade do Bronze Antigo a busca e descoberta de metais nas Cíclades após sua introdução pelo nordeste do Egeu e a utilização de ligas mais duráveis de bronze acarretaram para a população local mudanças decisivas no manuseio de metais, melhoria na agricultura e impulsionou a produção artesanal em escala comercial o que ampliou o comércio no Egeu; as ilhas tiveram decisiva participação na melhoria de práticas marinheiras, na criação de rotas comerciais e na interligação do continente grego, Anatólia e as ilhas. Na Idade do Bronze Médio (2000-1 550 a.C.) os ilhéus das Cíclades são ofuscados perante o poderio minoico, no entanto, sob sua jurisdição adquirem riquezas e organizam os primeiros assentamentos de grande porte que se tornaram poderosos centros urbanos na Idade do Bronze Tardia (1550-1 050 a.C.), embora para isso tenha passado por certas catástrofes naturais (erupção do vulcão Tera); Acrotíri, em Tera, torna-se o mais proeminente assentamento nas Cíclades tendo agido a favor primeiramente dos minoicos e depois, após a dominação desta civilização pelos micênicos (aprox. 1 450 a.C.), para os novos governantes do Egeu. A nova força dominante do Egeu adquiri esmagadora influência sob os assentamentos das ilhas o que é evidenciado pela arquitetura, administração, práticas fúnebres e cultuais e na arte.
| Cicládico Antigo I                       | 3100/3000 – 2 650 a.C.      | Grota-Pelos         |
| Cicládico Antigo II                      | 2650 - 2450/2 400 a.C.      | Ceros-Siros         |
| Cicládico Antigo III                     | 2450/2400 - 2200/2 150 a.C. | Kastri              |
| Cicládico Antigo IIIB/ Cicládico Médio I | 2050/2000 - 1900/1 850 a.C. | Filácopi            |
| Cicládico Médio II                       | 1900/1850 - 1 700 a.C.      | Influência minoica  |
| Cicládico Médio III                      | 1700 - 1 675 a.C.           | Influência minoica  |
| Cicládico Recente I                      | 1675 - 1 500 a.C.           | Influência minoica  |
| Cicládico Recente II                     | 1500 - 1 450 a.C.           | Influência minoica  |
| Cicládico Recente III                    | 1450 - 1 100 a.C.           | Influência micênica |

## História

### Cicládico Antigo

#### Cultura Grota-Pelos

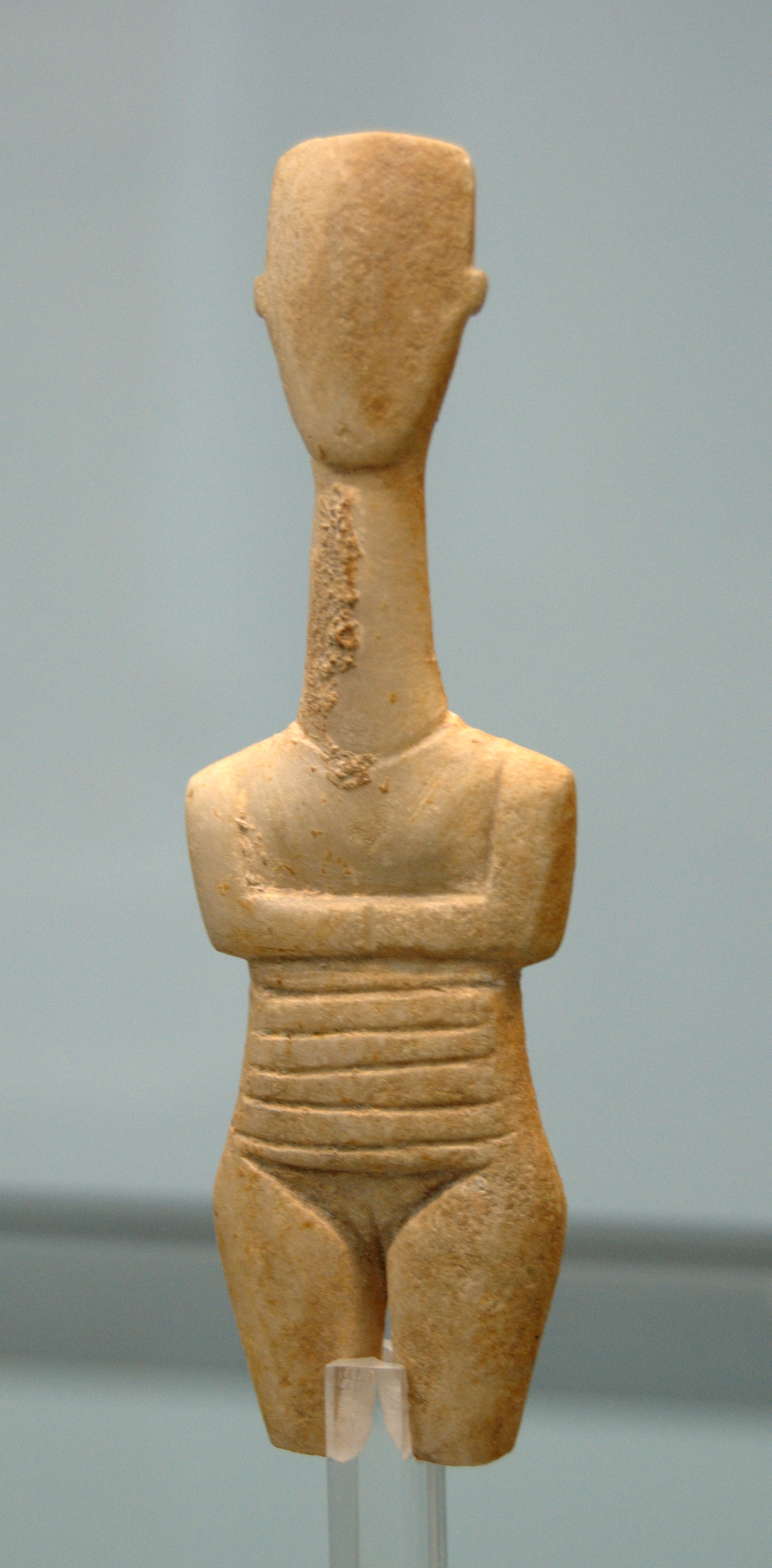
figura feminina

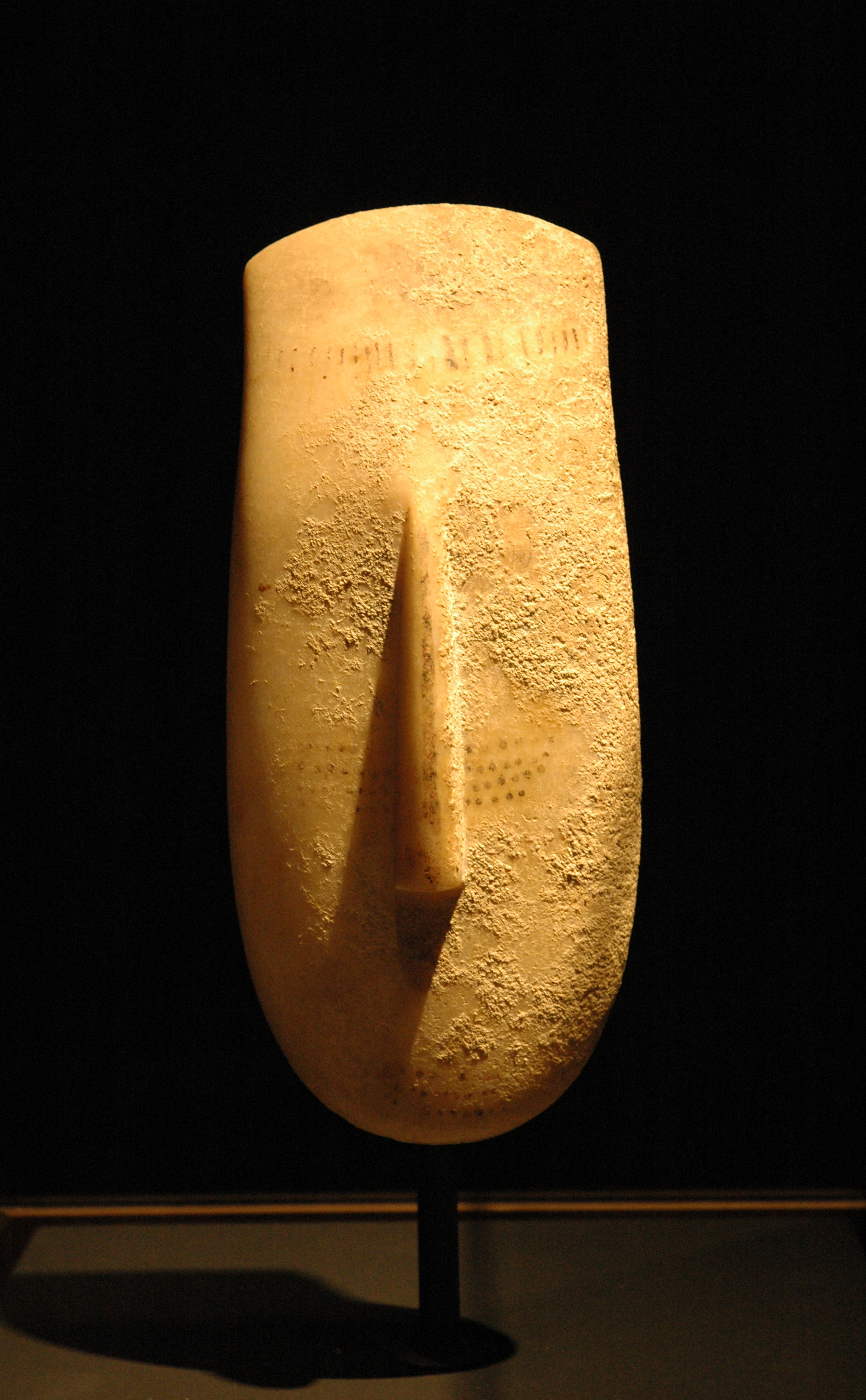
Cabeça de estatuário cicládico

A cultura Grota-Pelos (3100/3000 - 2 650 a.C.) foi a primeira cultura atestada nas Cíclades. Seus assentamentos (Pelos em Milos e Grota em Naxos) eram pequenos povoados agrícolas compostos por edifícios retangulares com uma ou duas salas com paredes de pedra ou argila; os cemitérios identificados são compostos por agrupamentos de até cinquenta cistas com membros de parentesco de pequeno porte com inumações simples ou múltiplas.
Produzia uma cerâmica escura e polida que tinha como formas típicas tigelas com bordas arredondadas e furadas horizontalmente, frigideiras retangulares, retas ou circulares com decoração incisa e píxides cilíndricos. Vasos (tigelas rasas, copos planos e frascos com pé) e estatuetas de mármore são comuns; as estatuetas são dividas em três grupos: Plastiras (rótulas e orelhas proeminentes, mãos sobre o estômago e braços não dobrados), Louros (braços curtos estendidos horizontalmente sobre o ombro) e Esquemático (seixos ovoides ou elípticos, forma de violino, haste como pescoço e sem cabeça reconhecível). Ainda foram identificados fios de cobre, furadores quadrangulares e um colar de contas de prata.

#### Cultura Ceros-Siros
A cultura Ceros-Siros (2650 - 2450/2 400 a.C.) é caracterizada por pequenos assentamentos murados e de curta duração compostos por edifícios de alvenaria de dois andares (em Delos há edifícios pequenos organizados em quartos com os cantos arredondados) e cemitérios extramurais; há edifícios construídos fora dos muros das fortificações. Seus túmulos eram semelhantes, embora maiores, do que os da cultura Grota-Pelos e eram planos circulares ou retangulares feitos inteiramente de pedra com tampos e entradas falsas; inumações simples são generalizadas, embora haja inumações múltiplas. Em Amorgos foram encontradas armas nas sepulturas.
A cerâmica e escultura produzidas foram inspiradas e desenvolvidas a partir de modelos de culturas adjacentes. Há três tipos de cerâmica: Cerâmica com padrões pintados (molheiras, jarras de bico, pixides e xícaras com pé) em branco e preto com ornamentos geométricos; Cerâmica pintada (molheiras e xícaras com pires); Cerâmica estampada e/ou incisa (jarras com pé, pixides globulares e frigideiras do tipo "Siros": não decorada com lado côncavo; com alça dupla; decoração na parte principal com selos, muitas vezes acompanhados por incisões de barcos e genitálias femininas) com ornamentos curvilíneos produzidos por selos circulares concêntricos, espirais e triangulares. Vasos zoomórficos são atestados, assim como os característicos ídolos cicládicos, no entanto novas formas começam a surgir no período: tocadores de instrumentos (harpa, flauta, etc.), guerreiros, imagens com os braços dobrados.
A cultura Ceros-Siros também confeccionou vasos de pedra: mármore branco cinza-azulado para frigideiras e molheiras; jadeíta polida para xícaras em miniatura; xisto clorito para pequenas caixas com tampa e píxides com motivos em baixo relevo, com espirais ou padrões incisos, como espinhas de peixe e triângulos. Chumbo, cobre e prata foram utilizadas para a produção de pinças, punhais, enxós e anzóis.
A pirataria, uma prática até então corriqueira, deixa de ser praticada. Além disso, nessa fase cultural os ilhéus começaram a utilizar de barcos a remo, o que lhes garantiu maior mobilidade e uma gama maior de possibilidades e lugares a alcançar.

#### Grupo Kastri

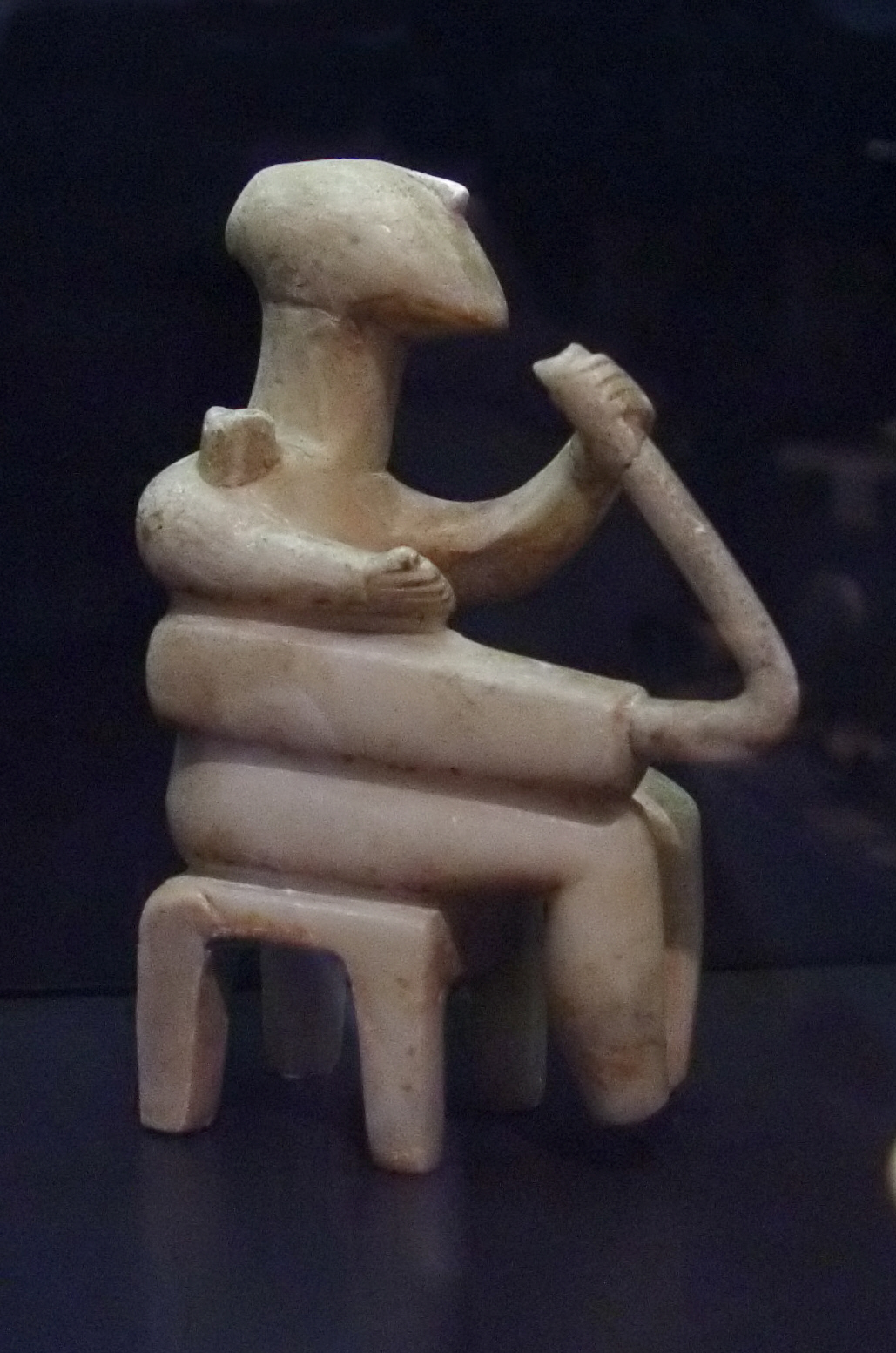
Tocador de harpa

O Grupo Kastri (2450/2400 - 2200/2 150 a.C.) foi uma proeminente fase da civilização cicládica, atestada nos assentamentos de Kastri (o mais importante) em Siros, Panormos em Naxos, Monte Cintos em Delos e Agia Irini em Ceos; Kastri é formado por dois muros (o primeiro é composto por blocos de porte pequeno e médio e seis baluartes ocos, um deles utilizado como porta, e o segundo servia como parapeito), aglomerações de pequenas salas dividias por ruelas estreitas e um cemitério em um vale próximo. Os elementos arquitetônicos desta cultura (do tipo orientalizante), assim como os novos implementos da cerâmica e do manuseio de metais, conhecimentos adquiridos pelos habitantes do nordeste do Egeu (Troia) desde o começo do milênio III a.C., assim como os paralelos culturais entre Kastri e as culturas de Troia e Poliochini, sugere que houve movimentos populacionais durante esta fase.
Os primeiros exemplos de cerâmica feita em rodas são evidenciadas; possuía uma superfície vermelha brilhante polida, preta, e marrom-amarelada e suas formas são canecas com cabo, copos tratados (cilíndricos altos, decorados com duas alças verticais), pratos e taças rasas com jantes amplas e encurvadas abaixo da borda; píxides globulares pretos e polidos foram decorados com plástico retilíneo e ornamentos incisos imitando cordas de cestaria; jarros pretos polidos e decorados com grupos de incisões em linhas verticais, bules com decoração plástica e incisões e xícaras com pés decorados com o efeito claro e escuro.  Estanho, bronze e prata foram utilizados como matéria prima, especialmente em exemplos de Kastri; um diadema de prata encontrado em Kastri é considerado como um sinal de hierarquia.

#### Cultura Filácopi

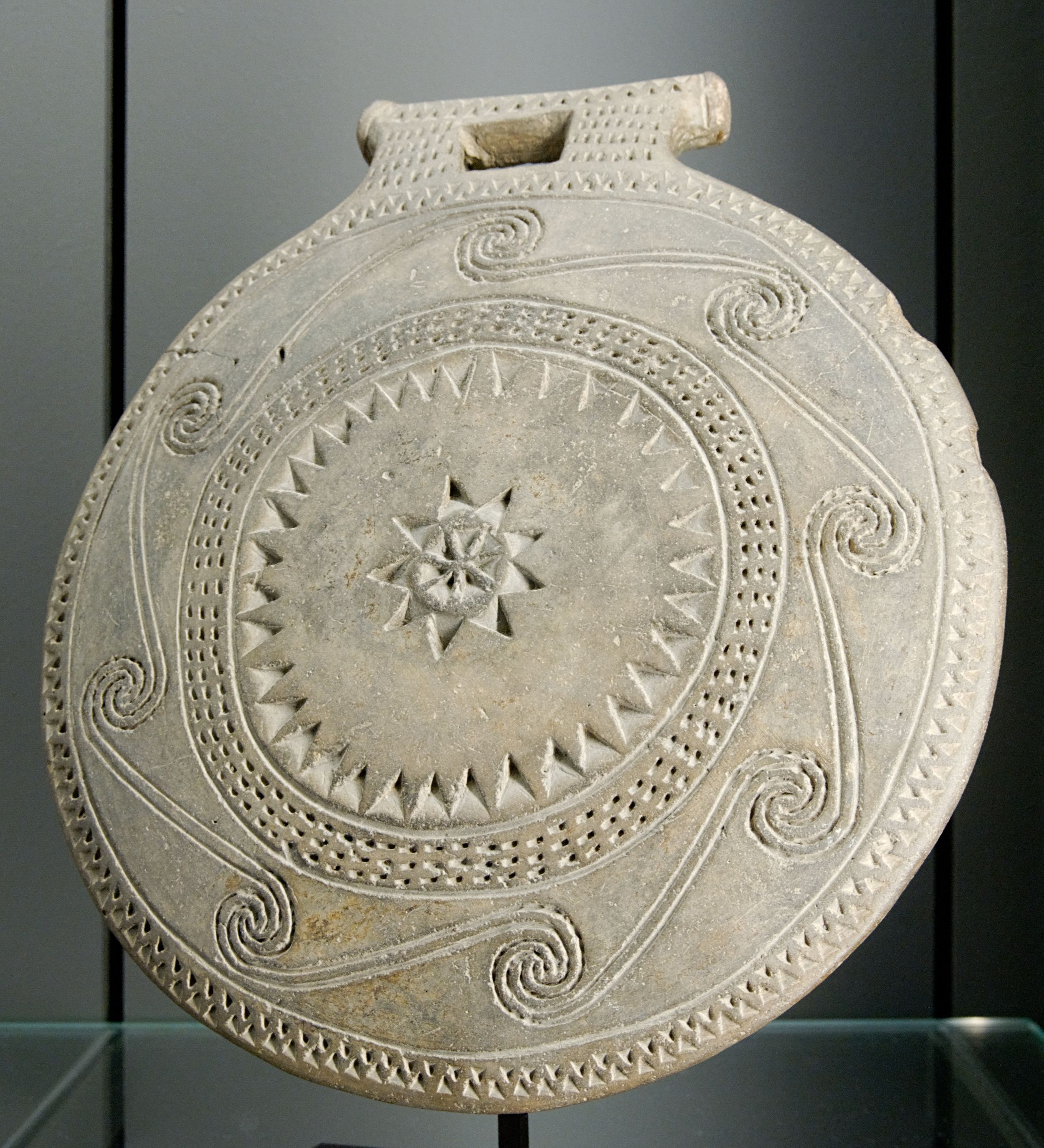
"Frigideira" com espirais incisas decorativas do Cicládico Antigo I-II

A cultura Filácopi (2050/2000 - 1900/1 850 a.C.) é a fase final da civilização cicládica propriamente dita e está, cronologicamente, próxima da idade do bronze médio do continente e de Creta. É caracterizada por grandes assentamentos interioranos fortificados e bem organizados e  túmulos compostos por câmaras nas rochas que foram utilizadas durante toda a idade do bronze médio. A preferência por sítios interioranos ocorreu possivelmente por causa da volta de práticas piratas no arquipélago, possivelmente dos minoicos.
Houve dois tipos principais de cerâmica: Cerâmica incisa (vasos escuros e polidos em forma de patos, píxides cônicos, truncados, tampos e jarros) e Cerâmica pintada (taças carenadas, potes de bico, kernoi e copos com alça com padrões retilíneos em um esquema de claro e escuro).

### Cicládico Médio
Durante o Cicládico Médio, após problemas causados por uma catástrofe natural (possivelmente um terremoto), grandes assentamentos como Filácopi (Milos), Agia Irini (Ceos) e Acrotíri (Tera) foram reocupados e, sob o poderio da Civilização Minoica, tornaram-se grandes centros urbanos e comerciais; sítios fortificados também são evidenciados. No nordeste do Egeu, antigos assentamentos como Poliochini em Lemnos e Termi em Lesbos voltam a ser reocupados, contudo, já não possuem tanto prestígio como na Idade do Bronze Antigo, principalmente porque novos centros urbanos e comerciais surgiram na região e monopolizaram o comércio como Micro Vouni em Samotrácia e Cuconisi em Lemnos, assentamentos localizados estrategicamente sob as rotas comerciais que ligam o Mar Negro e Anatólia com o Egeu Central (Cíclades), continente grego e Creta.

### Cicládico Recente

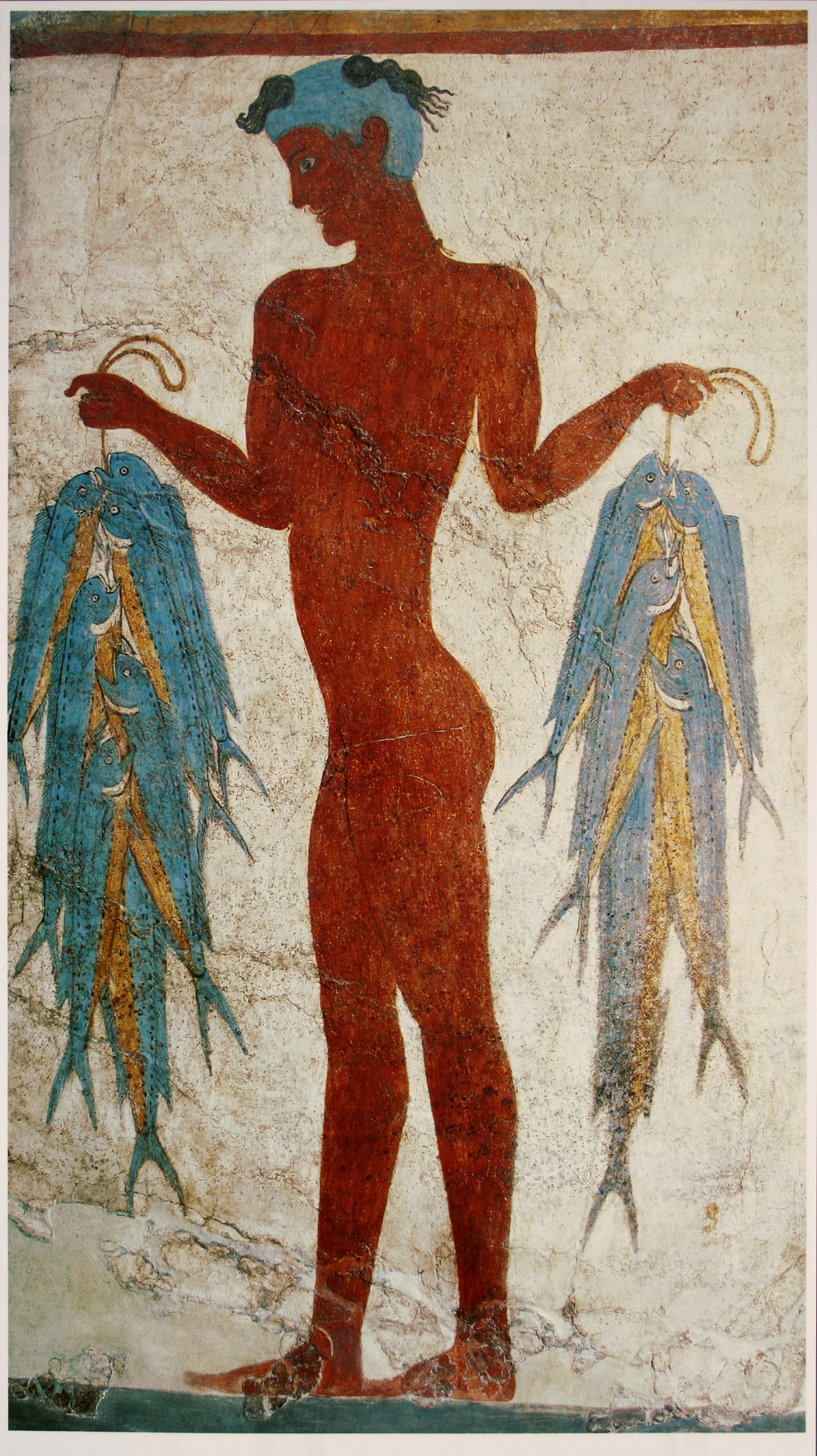
Afresco do pescador em Acrotíri

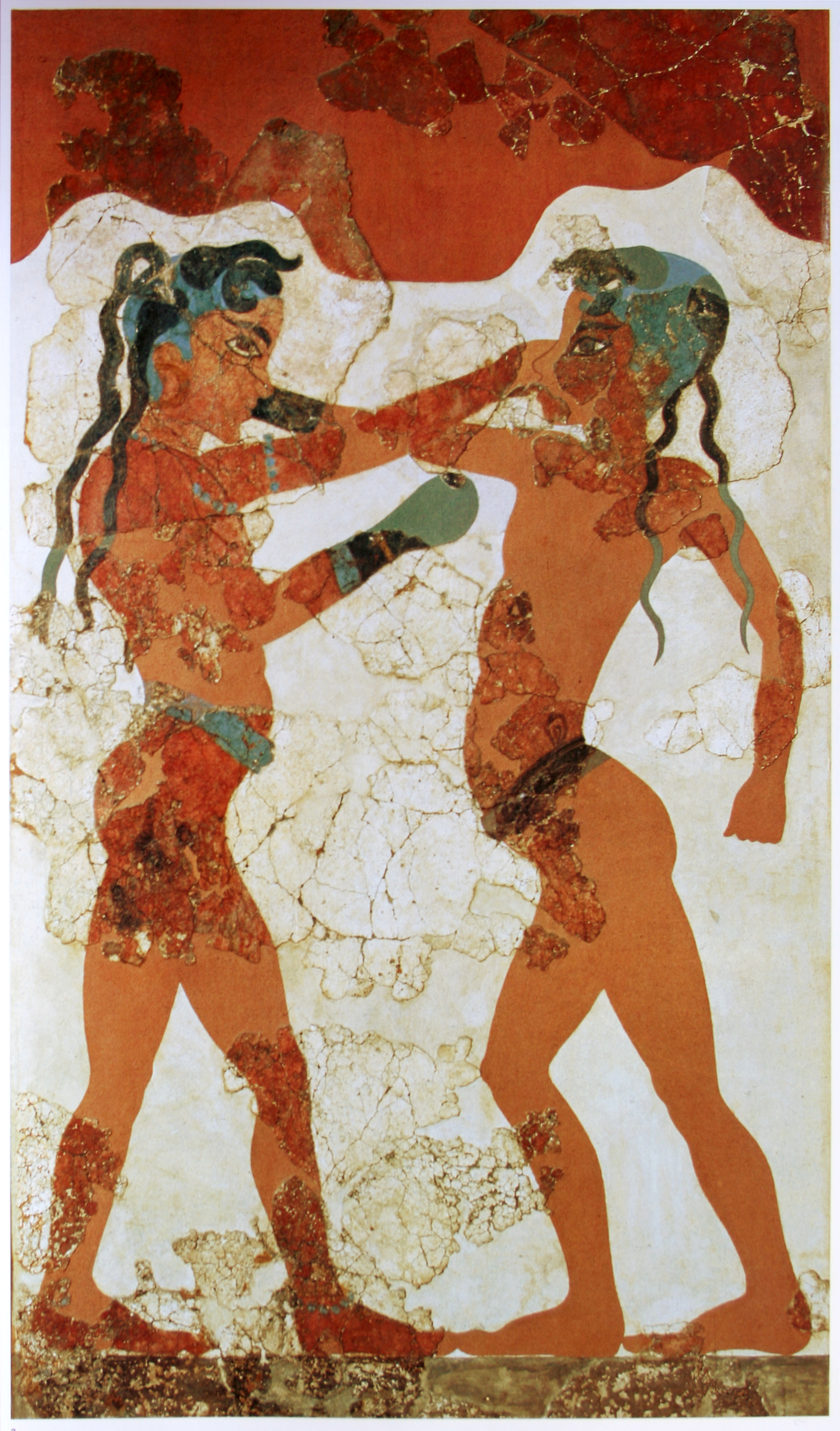
Crianças boxeando em afresco de Acrotíri

No período Cicládico Recente I a erupção na ilha de Tera desestabilizou a ordem vigente das ilhas. Está entre as maiores erupções vulcânicas na história das civilizações, expelindo cerca de 60 km³ de lava e sendo classificada como nível 6 segundo o índice de explosividade vulcânica.  Ela foi implacável para o rumo de Creta e das Cíclades. A erupção foi datada como tendo ocorrido entre 1639 e 1 600 a.C., por meio de datação por radiocarbono; em 1 628 a.C. por dendrocronologia; e entre 1530 - 1 500 a.C. pela arqueologia. O leste de Creta foi alcançado por nuvens e chuva de cinzas que possivelmente alastraram gases nocivos que intoxicaram muitos seres vivos, além de terem causado mudanças climáticas e tsunamis, tornando então a ilha um polo de refugiados provenientes das Cíclades, o que minou, juntamente com os cataclismos naturais prévios, a estabilidade da ilha. Além disso, a destruição do assentamento de Acrotíri poderia ter impactado, mesmo que indiretamente, o comércio minoico com o norte. O assentamento foi efetivamente enterrado sob camadas de pedra-pome. Contudo, foram identificados significativos restos minoicos acima das camadas de cinzas do Tera, o que implica que a erupção do Tera não causou a queda imediata dos minoicos.
A erupção do Tera e a precipitação vulcânica podem ter inspirado o mito da titanomaquia na Teogonia de Hesíodo. As linhas de Hesíodo foram comparadas com a atividade vulcânica, citando raios de Zeus como um relâmpago vulcânico, a ebulição da terra e do mar como uma violação da câmara de magma, chamas imensas e calor como prova de explosões freáticas, entre muitas outras descrições. Há algumas evidências arqueológicas, sismológicas e vulcanológicas de que o mito da Atlântida, descrito por Platão, baseia-se na erupção do Santorini.
Agia Irini e Filácopi são reconstruídas em estilo minoico e continuam a prosperar especialmente durante os períodos Cicládico Recente II-III. Em torno de 1 450 a.C. a Civilização Minoica passou por uma reviravolta, provavelmente devido a uma catástrofe natural, que provocou a destruição de vários sítios minoicos como Mália, Tílissos, Festo, Hagia Triada bem como os alojamentos de Cnossos. Agora já enfraquecida, a civilização não pode impedir o avanço micênico perante sua soberania. Os sítios dos palácios minoicos foram ocupados pelos micênicos em torno de 1 420 a.C. (1 375 a.C. de acordo com outras fontes).
Durante o Cicládico Recente as Cíclades e, posteriormente, as ilhas do sudeste do Egeu tornaram-se importantes centros comerciais  para os micênicos, o que implicou em um período de grande prosperidade econômica para os ilhéus. Durante a primeira fase do período os assentamentos do Egeu mantiveram traços culturais minoicos, os últimos resquícios da já não mais existente cultura, contudo, especialmente durante o expansionismo micênico no século XV a.C., gradualmente os traços culturais já estabelecidos foram substituídos por traços estritamente continentais, como evidenciado pelas novas práticas funerárias e cultuais, novos padrões artísticos e pelos novos modelos arquitetônicos adotados pelos ilhéus. No final do Cicládico Recente III florescentes assentamentos das Cíclades (Filácopi, Kukunaries, Agia Irini) foram abandonados. Com a destruição dos assentamentos continentais (1200 a.C.), as populações continentais migram para as ilhas do Egeu central (Cíclades) e sul trazendo consigo um aumento demográfico desacerbado e a fundação de novos assentamentos.

## Características

### Habitações

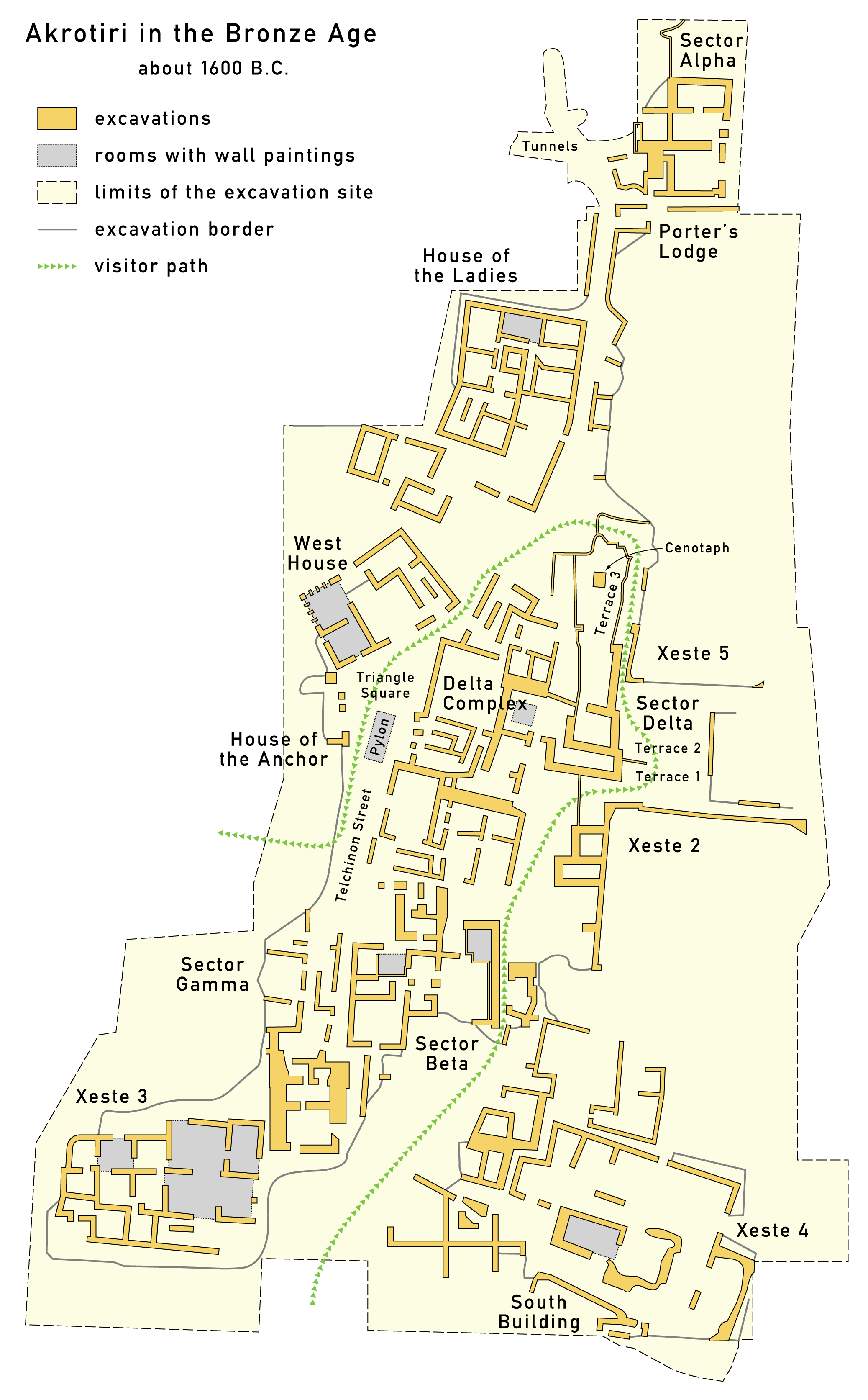
mapa do assentamento minoico Acrotíri, Tera

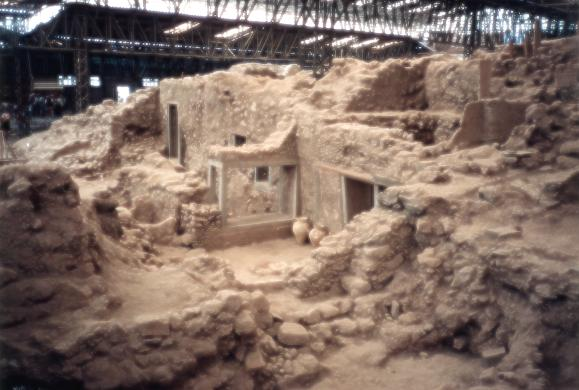
ruínas de Acrotíri, Tera

Os assentamentos cicládicos do período Cicládico Antigo eram caracteristicamente pequenos ocupando uma área de 2 000–11 000 m² e possuíam cemitérios próprios localizados nas cercanias dos sítios; a população destas comunidades girava em torno de 50 pessoas. No final do período, especialmente durante o Grupo Kastri, os assentamentos das Cíclades começaram a utilizar do modelo de fortificação empregado no sítio Thermi (IV-V) em Lesbos: um muro interno com três metros de espessura ligado a dois muros externos menores por outros muros que formam pequenas salas para armazenamento e habitação, enquanto duas portas com torres projetadas servem para entrar no sítio.
Durante a Idade do Bronze Médio, grandes cidades começam a surgir em detrimento dos assentamentos pequenos dos períodos anteriores: Filácopi II estende-se por 18 000 m² e era projetada com complexos de casas pequenas de pedra, estradas de 1,5 m de largura e um muro ao longo da península; Agia Irini (fases IV-V) possui um muro de pedra com bastiões hemisféricos e um santuário público. Durante a Idade do Bronze Final os grandes centros comerciais cicládicos são incrementados com características arquitetônicas externas: Acrotíri é construída quase que inteiramente utilizando-se do estilo minoico (alvenaria de pedra esculpida, estruturas de madeira, bacias lustrais); Filácopi ganha um santuário micênico e um sistema de dois muros paralelos com 2 metros de espessura que são conectados com paredes cruzadas, e é reforçado com bastiões e um portão protegido; Agia Irini tem seu muro alargado e reforçado com torres quadradas e retangulares e adquire um santuário micênico; Kukunaries recebeu um muro formado por duas paredes paralelas, que são preenchidas com pedra e areia; e Agios Andreas adquiriu uma muralha dupla de alvenaria ciclópica micênica reforçada com oito torres quadradas pequenas e um grande trapézio.
Os edifícios cicládicos (adjacentes ou em posição livre com muros divisórios) eram construídos com blocos de pedra (calcário macio e rochas vulcânicas) pequenos e grandes dispostos em camadas de argila líquida e possuíam telhado, portas, janelas, vigas e o revestimento feito com argila e madeira; podiam ser retangulares, trapezoidais ou hemisféricos e podiam ter de um a três andares, embora edifícios térreos foram mais frequentes. O chão das residências era feito com barro ou pedras, enquanto os cômodos centrais das casas bem como espaços públicos abertos eram feitos com pedras grandes e placas; o interior das residências era composto por lareiras, fornos, construções em pedra, bancos, construções para armazenamento e divisórias.
Inicialmente foram utilizados blocos retangulares para a construções de casas, fortificações, edifícios públicos, para pavimentação de estradas e praças e para o revestimento de boeiros, no entanto, com o contato e grande influência das civilizações estrangeiras, foram identificados exemplos de calçamento com grandes blocos de pedra do tipo minoico (Acrotíri) e, posteriormente, a técnica ciclópica micênica foi empregada (Agia Irini, Agios Andreas, Filácopi).

### Sociedade

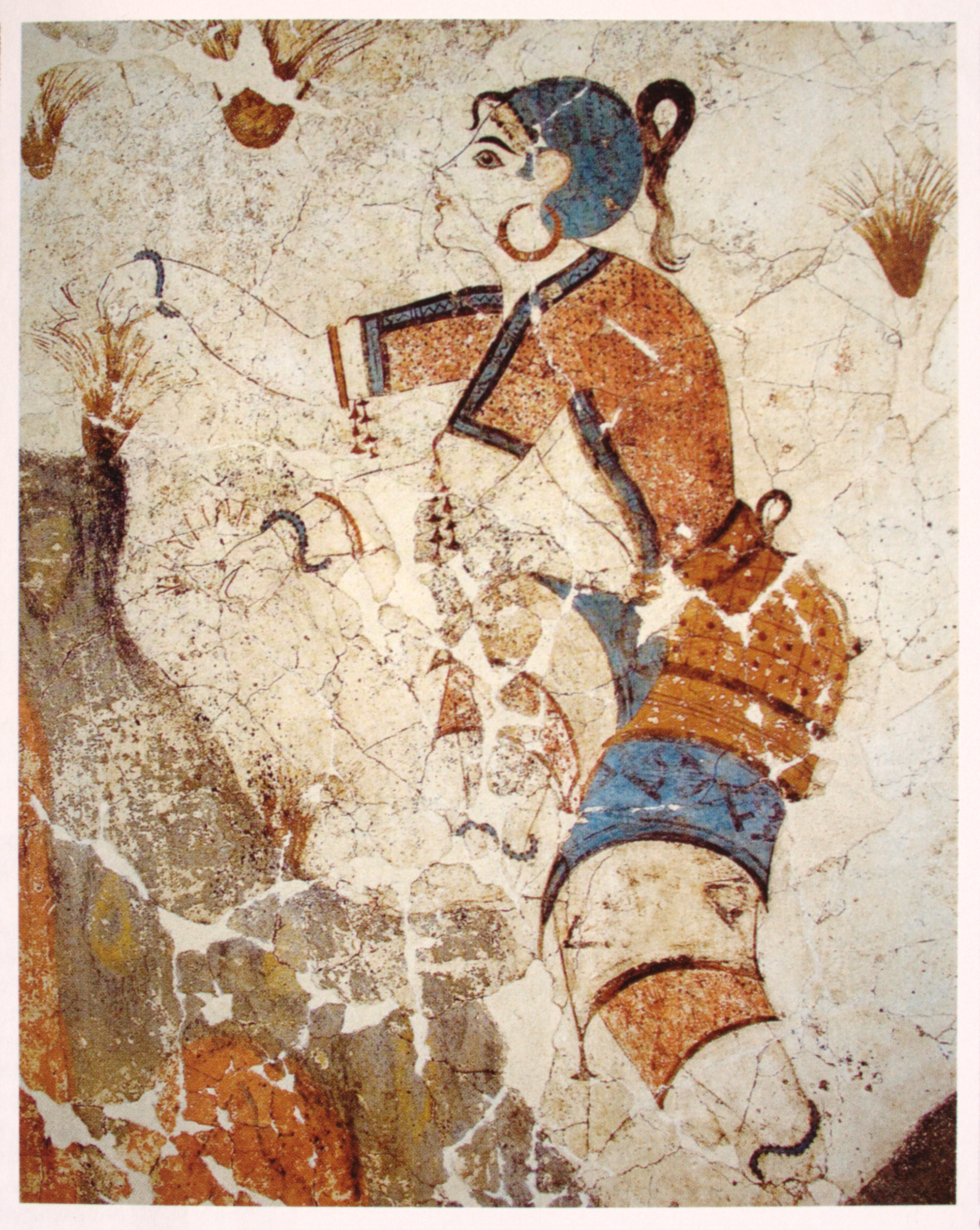
Detalhe do afresco "Coletores de açafrão", Acrotíri

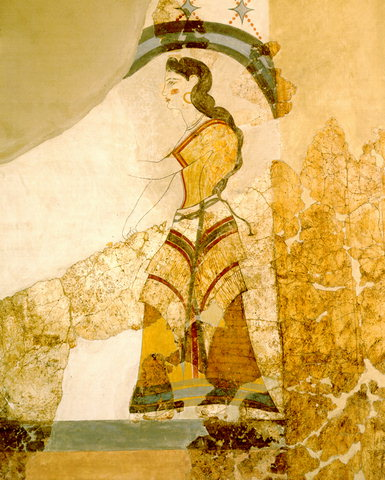
Senhora de Acrotíri com papiro

A expectativa de vida dos ilhéus era de 40-45 anos para homens, e 30 para mulheres. A divisão sexual do trabalho continuou a mesma do neolítico: as mulheres exerciam pequenos trabalhos domésticos e agrícolas e os homens os trabalhos pesados e o artesanato. Nos cemitérios cicládicos da Idade do Bronze Antigo foi constatado que, muitas vezes, no mesmo cemitério, túmulos contendo apenas um único ídolo de mármore conviviam com túmulos contendo diademas, colares, pulseiras e vasos feitos de ouro e outros materiais, o que implica que desde este momento havia estratificação social; os centros urbanos da Idade do Bronze Médio e Tardia são caracterizados por uma distribuição desigual das riquezas e por diferenciações do poder administrativo, do culto e das práticas funerárias, especialmente durante o período micênico, quando megarons, santuários suntuosos e tolo com abundante espólio funerário são erigidos, o que ilustra a soberania da classe social dominante.
Há poucas informações acerca do vestuário dos ilhéus das Cíclades até a Idade do Bronze Final. Nesta fase as figurinhas produzidas e os afrescos dão uma ideia de como os cicládicos se trajavam: as mulheres vestiam amplas saias em forma de sino com sucessivos tecidos e faixas decorativas elaboradas, corpete apertado deixando os seios expostos, joias (colares, pulseiras, brincos) feitas com metais preciosos e pedras coloridas, coloração nos olhos e na face e tatuagens (as tatuagens possivelmente podem ter sido utilizadas apenas por sacerdotisas); os homens utilizavam, habitualmente, roupas semelhantes a de pastores e tangas. Há evidências (casulos de bicho-da-seda) de que as roupas transparentes representadas nos afrescos são produzidas a base de seda.
Durante a Idade do Bronze Antiga e Médio as sepulturas características eram as cistas, túmulos com pequenas câmaras e pitos, indicados nos cemitérios por estelas de pedra e utilizados para inumações de família diferentes; os mortos eram enterrados de forma contraída juntamente com seus pertences. Durante a Idade do Bronze Tardia as cistas deixam de ser utilizadas e inicia-se a utilização de tolos e túmulos de poço que possuem espólios funerários tipicamente micênicos (armas, joias, estatuetas e vasos).

### Economia
A economia local era baseada na agricultura, pecuária, pesca, extração de madeira e frutas, artesanato e comércio. Cereais (trigo, cevada, centeio, painço, aveia), leguminosas (lentilhas, ervilhas, favas, grãos-de-bico), oliveiras, vinhas e linho eram cultivados; cães, suínos, ovinos, caprinos e bovinos eram criados. Coleta (maças, peras, bolotas, amendoins, figos, ameixas silvestres, cerejas), caça (patos, gansos, pombos, perdizes, cervos, javalis, lebres) e pesca (atum, bacalhau, cavala, conchas do mar, ouriços) também foram praticados.

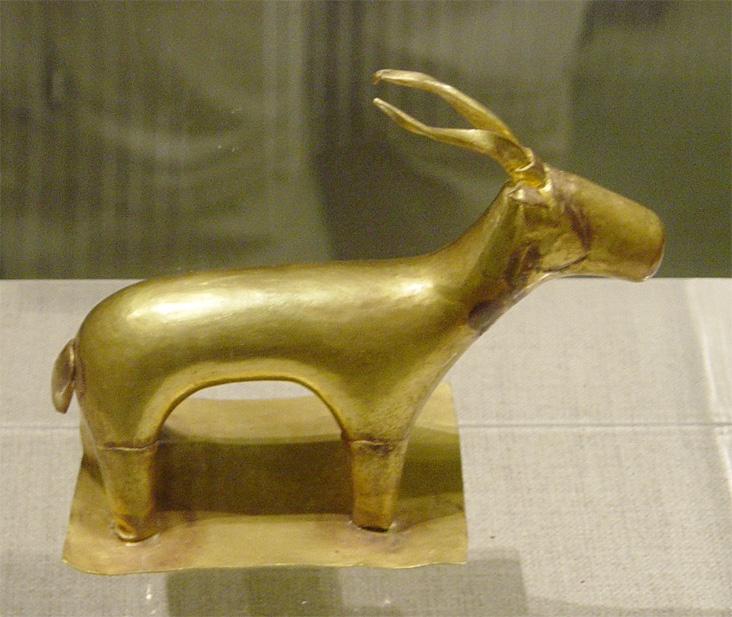
Figura em ouro de um ibex do Cicládico Recente (século)

Obsidiana, minério (chumbo, prata, cobre), pigmentos (ocre, azurita, malaquita), tubos de osso, estatuetas e vasos de mármore, joias de prata e cerâmica (especialmente frigideiras) são alguns dos produtos comercializados pelos marinheiros cicládicos nas extensas redes comerciais do Egeu, especialmente porque as Cíclades constituiu a ponte d'água que ligou a Grécia continental com a Anatólia e norte do Egeu com o sul e Creta.
Inicialmente as ferramentas de bronze das ilhas eram produzidas com uma liga de cobre e arsênico, embora a obsidiana tenha permanecido como matéria-prima dominante na produção de utensílios; mais tarde foi introduzido estanho e esmeril. Em Kastri foi identificado o bronze de estanho mais antigo das Cíclades, proveniente de Troia, ou como matéria-prima ou na forma de produtos acabados. O chumbo, prata e cobre utilizados para a produção dos primeiros artefatos manufaturados do Egeu provêm das minas localizadas nas ilhas de Sifnos, Cítnos, Sérifo e Siros. Os cicládicos produziam com metais joias, armas, ferramentas, selos e algumas poucas figurinhas e vasos.

### Religião

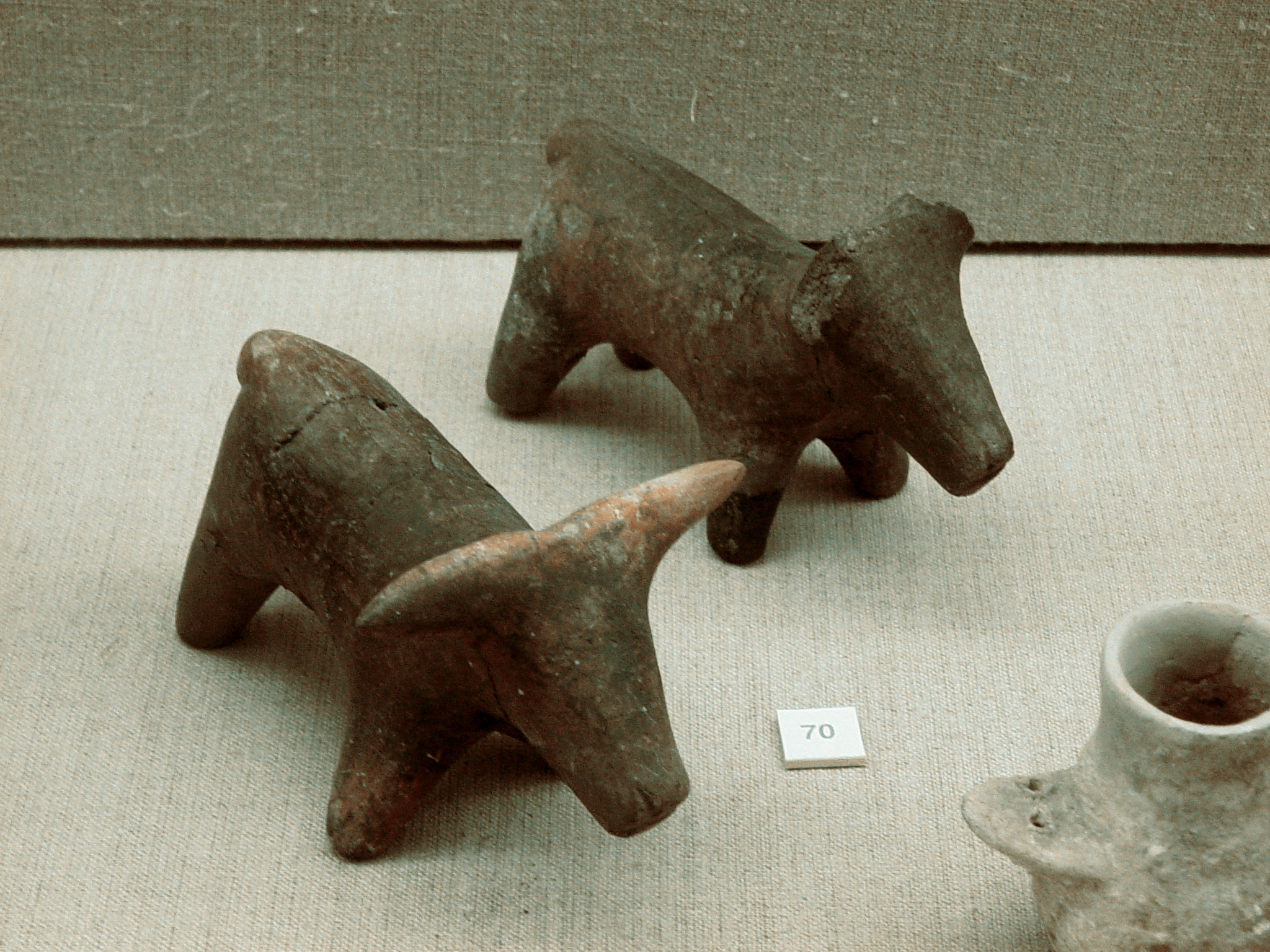
Terracota zoomórfica

Foram atestados dois santuários nas escavações dos sítios cicládicos (Agia Irini e Filácopi) compostos por uma antecâmara, uma sala principal e duas câmaras laterais na parte traseira e foram encontrados nos recintos objetos culturais e figurinhas de barro. No centro dos edifícios estavam lareiras e mesas tripés para oferendas, no fundo estava um banco, a estatua da divindade em madeira, estatuetas de argila e outros objetos votivos e as câmaras laterais eram utilizadas para depósito de cerâmicas rituais.
Segundo evidenciado nos afrescos murais de Acrotíri, tanto os cultos como os sacerdotes que os executavam estavam em plena comunhão com as práticas cultuais minoicas. Como nos afrescos de Creta, os afrescos de Acrotíri, especialmente as cenas religiosas, possuem grande maioria de figuras femininas, embora haja figuras masculinas, que trajam vestimentas características dos sacerdotes minoicos: as sacerdotisas são representadas com extravagantes trajes minoicos, cabelos elaborados, tatuagens e símbolos sagrados; os sacerdotes são representados utilizando longas vestes brancas ou peles de animais, assim como representado no Sarcófago de Agia Triada.

### Arte

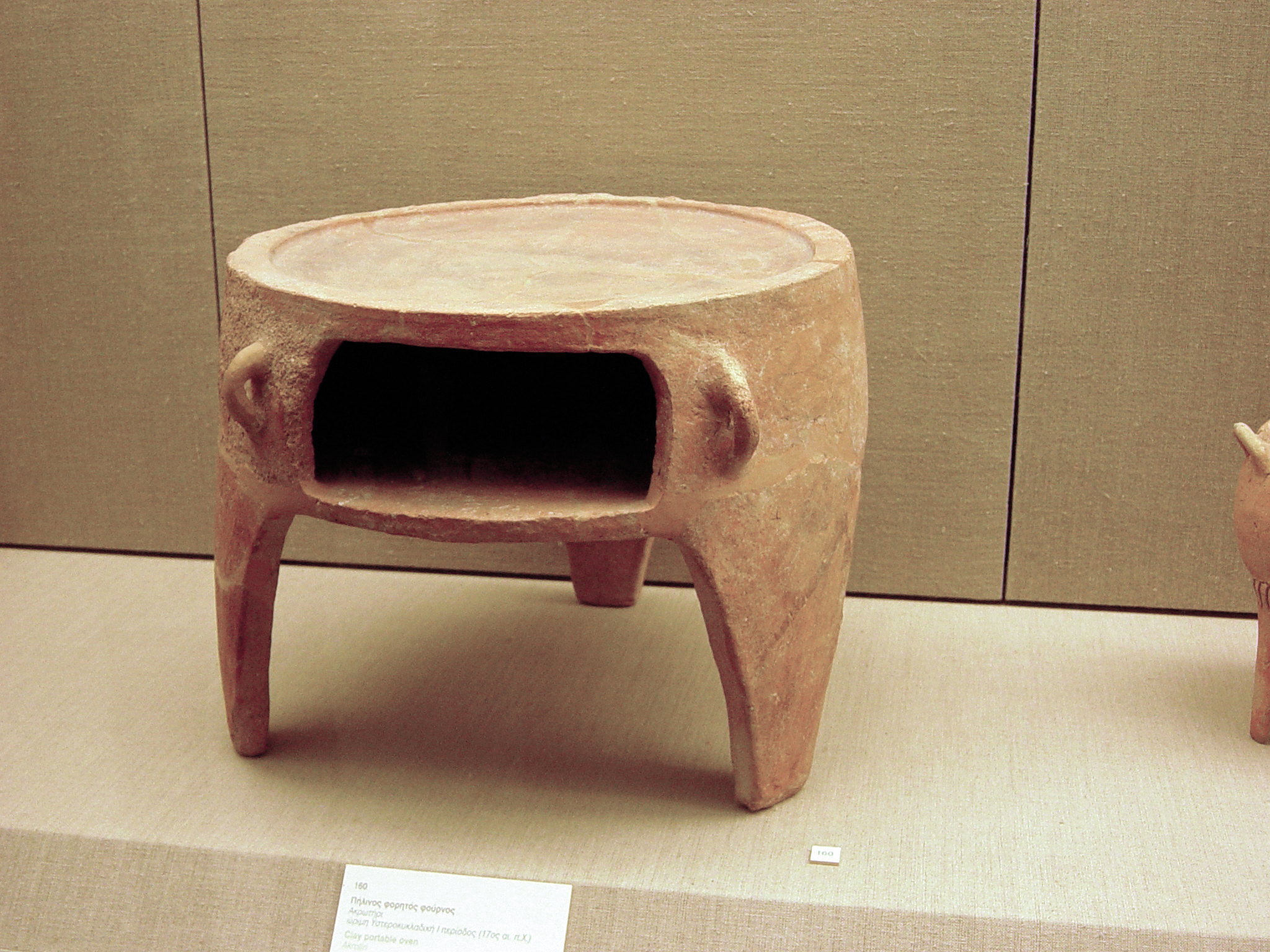
Forno cicládico

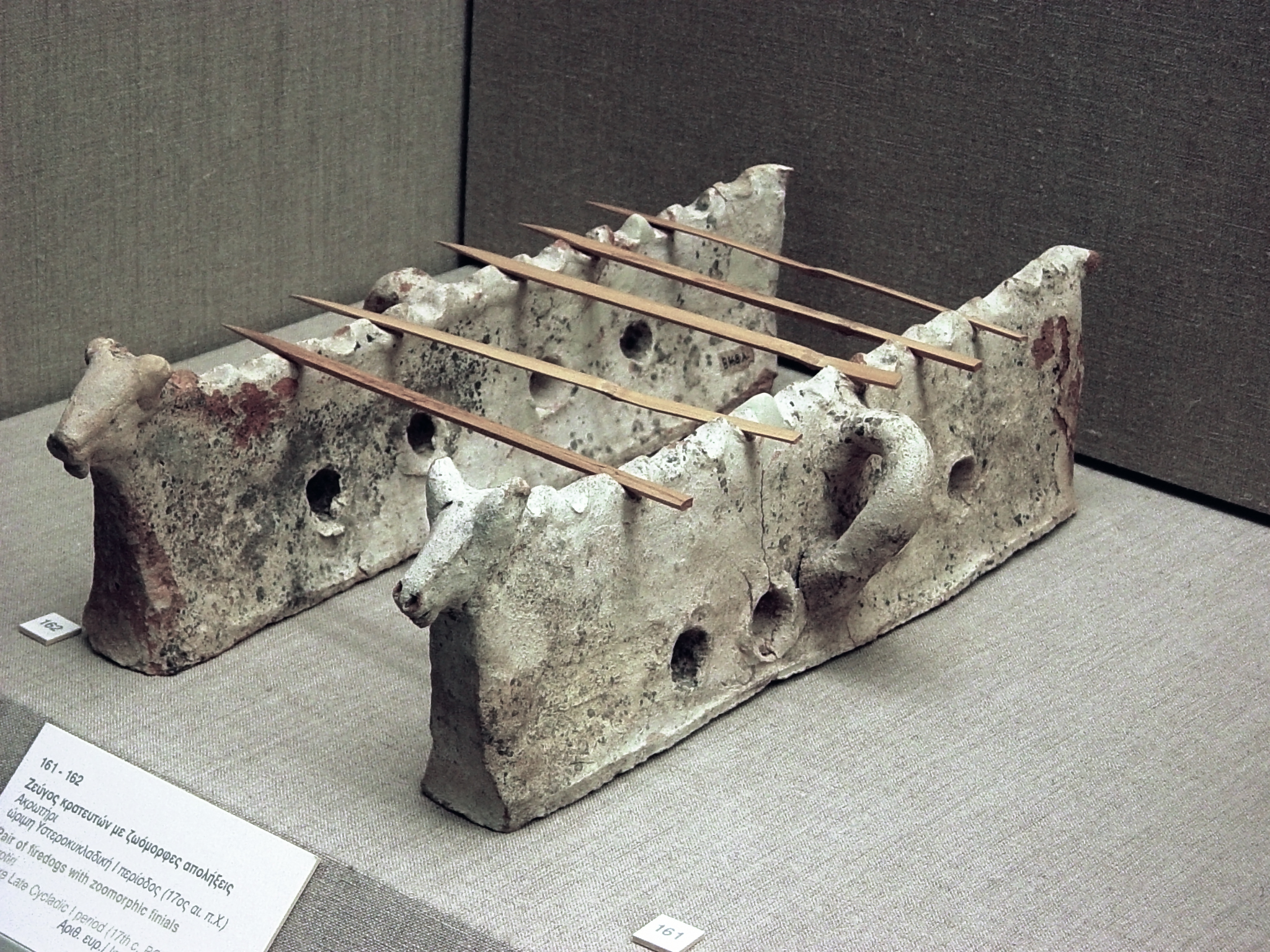
Andiron cicládico

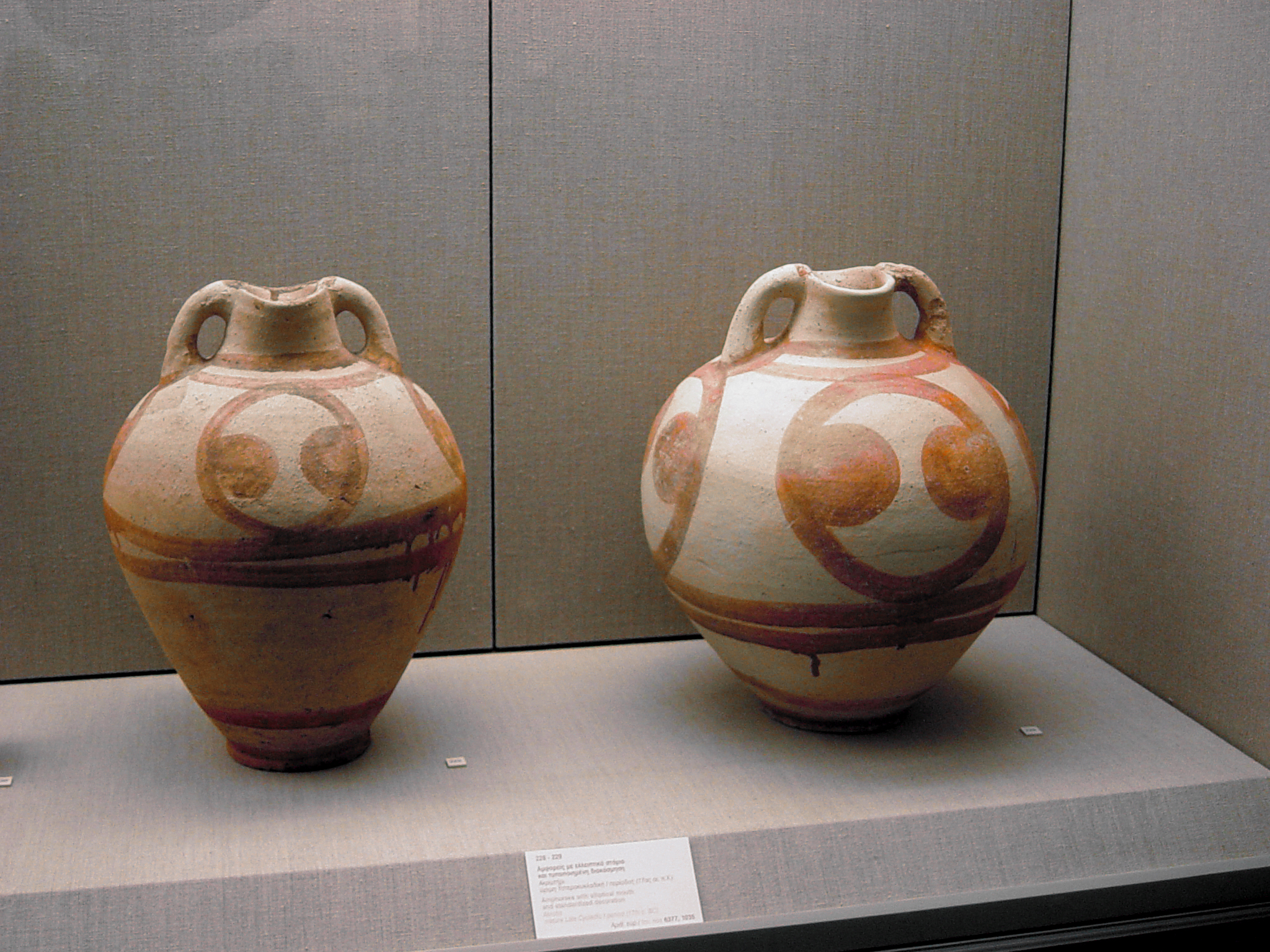
Cerâmica de Acrotíri

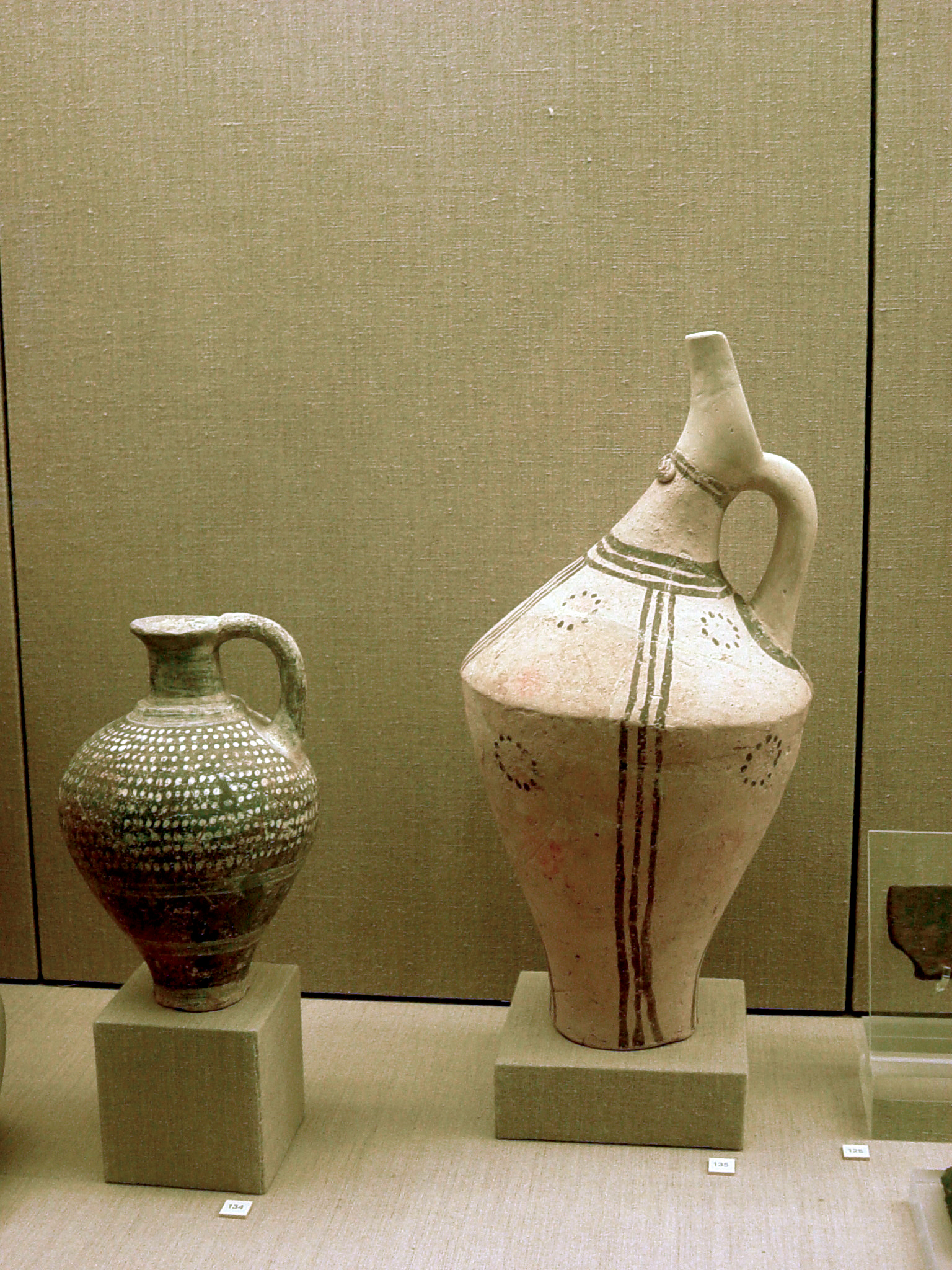
Cerâmica cicládica

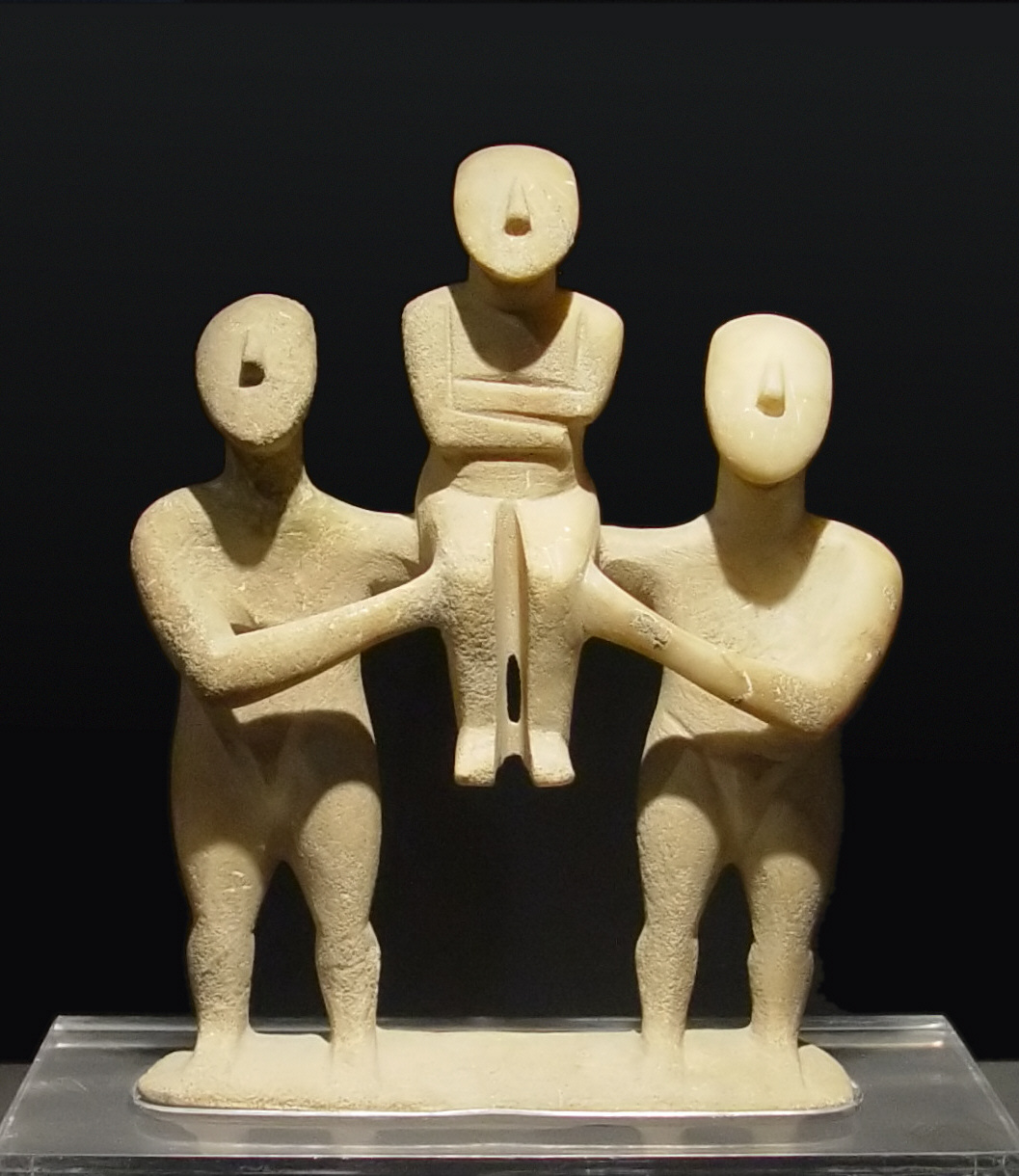
Três figuras

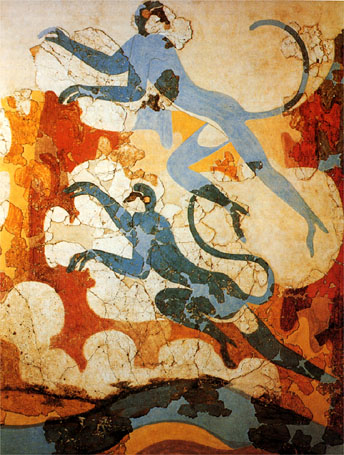
Afresco dos macacos azuis em Acrotíri

A arte cicládica do Cicládico Antigo I é melhor representada nas ilhas de Paros, Antiparos e Amorgos, enquanto a do Cicládico Antigo II é vista principalmente em Siros, e a do Cicládico III em Milos. Havia artesãos especializados (fundadores, ferreiros, ceramistas, escultores), no entanto, ainda hoje não é possível provar se viviam de seu trabalho. Suas ferramentas eram utilizadas para a confecção de ídolos e vasos ou para usos gerais em mármore, uma matéria-prima abundante nas Cíclades. Nesse tempo o mármore ao invés de ser explorado em minas, era nivelado com grandes quantidades de terra. O esmeril (proveniente de Naxos), as pedra-pomes (provenientes de Tera) e areia eram utilizadas para o polimento e acabamento das peças.

#### Cerâmica e obras em pedra
píxides, frigideiras com decoração incisa, ascos, suporte para frutas com hastes altas, depas anficípelas, jarros de bico com pescoço comprido e corpo globular e vasos de armazenamento com alças e formas antropomórficas são algumas das principais formas datadas da Idade do Bronze Antiga. As "frigideiras" cicládicas, termo provavelmente atribuído erroneamente a este tipo de artefato, são pensadas pela maioria dos estudiosos como não tendo sido utilizadas para cozinhar, mas talvez como amuletos ou espelhos (foi testado tal propriedade e, segundo estudos, azeite de oliva escuro possui grandes propriedades refletoras nos artefatos), no entanto, por ainda hoje serem poucos os artefatos deste tipo encontrados é difícil especular as reais finalidades destes objetos. Outras criações importantes dos cicládicos foram as peças de terracota, ou seja,  argila torrada e endurecida após cozimento em forno ou fogueira; tal prática surgida na Mesopotâmia, seguiu seu rumo pelo Chipre, continente grego e Cíclades na metade do milênio III a.C.
Durante a Idade do Bronze Médio há o desenvolvimento da decoração pintada com o uso de marrom escuro ou vermelho polido sobre uma superfície branca ou de cor clara e suas principais formas são jarras simples ou de bico, jarra com forma de aves e pitos que foram decorados com motivos curvilíneos abstratos ou motivos florais. Além disso, surge nesse período a cerâmica conhecida como cerâmica pintada-matt, uma variante da cerâmica mínea: cerâmica de padrões retilíneos aplicados em preto fosco ou lilás sob uma superfície branca porosa. A mudança mais significativa das composições da Idade do Bronze Tardia é a utilização de motivos decorativos com animais (aves, golfinhos), vegetais (juncos, palmeiras, lírios, açafrão) e figuras humanas.
Utensílios domésticos (almofarizes, pilões) e vasos (tigelas simples, copos cônicos, paletas retangulares, creteras, pixides, frigideiras, lampadas a óleo, etc.) foram feitos com xisto, esteatita, rochas vulcânicas e, às vezes, mármore e, no caso dos vasos, eram decorados com incisões lineares em ângulo e espirais; houve exemplos de vasos de pedra em forma animal (suínos, ovinos), humana e de construções.

#### Figurinhas
Durante a Idade do Bronze foram produzidos pelos cicládicos figurinhas antropomórficas e zoomórficas feitas de argila, osso, conchas, pedra e principalmente mármore que foram encontrados em casas, túmulos e santuários. Os modelos zoomórficos cicládicos (alguns de caráter ritual) são principalmente de argila ou mármore e representam animais (cabra, ovelha, gado) e pássaros; durante a Idade do Bronze Tardia tais modelos foram criados e decorados segundo estilo micênico.
As mais características figurinhas (ou ídolos) foram as figurinhas planas, em sua maioria do sexo feminino (às vezes grávidas), de obsidiana e mármore branco esculpido, que muitas vezes recebiam pigmentos produzidos com materiais locais, como a azurita para o azul e o minério de ferro para o vermelho. Expressam notável sensibilidade para a forma e implementação do real e do imaginário. Podem ser encontradas desde Portugal até o Delta do Danúbio, e especialmente em todo o Egeu, sugerindo que eram populares entre os habitantes de Creta e do continente. Entre todos os encontrados os mais famosos aparentam ser duas representações (um tocando harpa e o outro tocando flauta) datadas de 2 500 a.C. que são considerados, às vezes, "Os primeiros músicos do Egeu".
A maioria dos escritores que têm considerado estes artefatos do ponto de vista antropológico ou psicológico têm assumido que eles são representativos de uma Deusa mãe da natureza, em uma tradição contínua com as figuras femininas do neolítico, como a Vênus de Willendorf. Embora alguns arqueólogos concordem, esta impressão não é consensual entre os arqueólogos, entre os quais não há consenso sobre seu significado. Eles têm sido diversamente interpretados como ídolos dos deuses, imagens da morte, bonecas para crianças, e outras coisas. Segundo Vermeule eles eram "mais do que bonecas e provavelmente menos que ídolos sagrados". As sugestões de que essas imagens foram ídolos no sentido literal não são suportadas por qualquer evidência arqueológica. Tais ídolos foram, aparentemente, enterrados igualmente com homens e mulheres, no entanto, não foram encontrados em todos os túmulos.

#### Afrescos
Os cicládicos começaram a produção de afrescos durante a Idade do Bronze Final e estes consistem em pinturas murais sob uma argamassa de cal úmido. Suas cores eram extraídas de fontes vegetais e minerais (preto, branco, vermelho, azul e amarelo) e suas representações podiam ser de pessoas (muitas vezes em cenas religiosas), natureza morta, paisagens animais e marinhas e paisagens com vegetação abundante que eram emolduradas por temas abstratos decorativos.

#### Ferramentas
As ferramentas cicládicas eram produzidas com diversos materiais: cobre e bronze para machados, formões, furadeiras, serras, pregos; obsidiana e sílex para facas e foices; quartzo para raspadores, brocas e pontas de flechas; rochas xísticas (serpentina) para picaretas, machados, martelos e talhadeiras; rochas vulcânicas cristalinas para mós; esteatita e cornalina para contas e pingentes semipreciosos; osso para furadores, ganchos e pinos; chifres para picaretas, cabo de ferramentas de pedra e metal e alça para picaretas e machados; tubos de osso para armazenamento de pigmentos.